# Mālūr
Mālūr är en ort i Indien.   Den ligger i distriktet Kolar och delstaten Karnataka, i den södra delen av landet, 1 700 km söder om huvudstaden New Delhi. Mālūr ligger 914 meter över havet och antalet invånare är 30 677.
Terrängen runt Mālūr är platt. Runt Mālūr är det tätbefolkat, med 356 invånare per kvadratkilometer. Närmaste större samhälle är Dasarahalli, 15,6 km nordväst om Mālūr. Trakten runt Mālūr består till största delen av jordbruksmark.